# Theodor von Sickel
Theodor Sickel, né à Aken (province de Saxe, en Prusse) le 18 décembre 1826 et mort à Mérano (Tyrol du Sud) le 21 avril 1908, est un historien et diplomatiste austro-allemand.

## Biographie
Après avoir obtenu son doctorat à l'université Martin-Luther de Halle-Wittemberg à Halle, Theodor von Sickel suit les cours de l'École des chartes de 1850 à 1852.
Après sa sortie de l'École des chartes, le gouvernement français le charge de missions scientifiques aux archives de Milan, de Venise et de Vienne. En 1857, il est nommé professeur d'histoire à l'université de Vienne et dix ans plus tard, directeur de l'Institut d'histoire autrichienne.
En 1890, il est élu associé étranger de l'Académie des inscriptions et belles-lettres, reconnu dans son domaine de spécialité, la paléographie et la diplomatie médiévales.
Il fait des recherches archivistiques à la Scuola di paleografia (it) à Milan,.

## Œuvre
Il étudie dans ses ouvrages la diplomatique des Carolingiens et d'Otton Ier, des Carolingiens et de l'Empire. Il livre ses recherches sur les archives et la chancellerie pontificales au XIVe siècle. Ses mémoires sur la République ambrosienne et la maison de Savoie, sur les négociations et les guerres des ducs de Savoie Amédée VIII et Louis pour succéder, à Milan, au dernier Visconti, Philippe-Marie, relèvent de sa qualité d'historien.
- Monumenta graphica medii aevi ex archivis et bibliothecis imperii Austriaci Fasc. I–X, Vienne, 1859–1882.
- Beiträge zur Diplomatik I–VIII, Vienne, 1861–1882.
- Acta regum et imperatorum Karolinorum digesta et ennarata, volume 1 : Urkundenlehre, volume 2 : Urkundenregesten (de), Vienne, 1867.
- avec Heinrich von Sybel, Kaiserurkunden in Abbildungen. Lieferung I–XI, Berlin, 1880–1891.
- MGH, Diplomata regum et imperatorum Germaniae: 1. Conradi I., Heinrici I. et Ottonis I. Diplomata, 1879–1884; 2,1. Ottonis II.Diplomata, 1888; 2,2. Ottonis III. Diplomata.
- Römische Berichte, 5 volumes, 1895–1901.
- Römische Erinnerungen., Hrsg. v. Leo Santifaller (de), Universum, Vienne, 1947.